# Patrick Alphonse Bengondo
Patrick Alphonse Bengondo (* 27. September 1981 in Akonolinga, Region Centre) ist ein ehemaliger kamerunischer Fussballspieler. Er spielte während seiner Karriere bei etlichen Vereinen, zumeist in der Schweiz. Vor allem beim FC Winterthur, wohin er zweimal zurückkehrte und insgesamt während sieben Jahren spielte, war er Publikumsliebling.
Neben seiner Fussballkarriere hat Bengondo ein eigenes kleines Geschäft aufgebaut und vertrieb unter anderem Schienbeinschoner.

## Vereinskarriere
Bengondo wurde als Sohn des Finanzverwalters und Bürgermeisters von Akonolinga in Kamerun geboren und wuchs in einer Familie mit elf Kindern auf. Mit dem Fussball begann er in den Quartieren von Yaoundé, wo er aufwuchs. Nach Abschluss seiner Matura wurde er mit 20 Jahren Fussballprofi und wurde im Jahr 2001 als Spieler von Olympic Mvolyé Torschützenkönig.
Daraufhin wurde er vom Basler Trainer Didi Andrey entdeckt, wechselte im Februar 2002 in die Schweiz zu Étoile Carouge und am Ende der Saison weiter zur AC Bellinzona. Nach einem Jahr im Tessiner Hauptort wechselte er zum rumänischen Spitzenverein FC Universitatea Craiova. Nach fünf Einsätzen in Rumänien wurde er in die U23-Nationalmannschaft Kameruns zum Afrika-Cup aufgeboten. Die Vereinsverantwortlichen in Craiova wollten ihn nicht gehen lassen, da Bengondo jedoch trotzdem zum Afrika-Cup reiste, wurde er in der Folge von den Trainings der Mannschaft ausgeschlossen, erhielt keinen Lohn mehr und wurde seine Miete in Rumänien nicht mehr bezahlt. Er kehrte in die Schweiz zurück und spielte bei GC Biaschesi in der drittklassigen 1. Liga. Währenddessen erklärte die nach drei Monaten eingeschaltete FIFA den Vertrag mit dem rumänischen Fussballverein für ungültig.
Nach einer Saison im Tessin wechselte er nach Probetrainings in Sion und Winterthur zum ersten Mal zum FC Winterthur und bildete dort zusammen mit Pascal Renfer ein erfolgreiches Sturmduo, Bengondo schoss dabei in 31 Spielen 18 Tore und beteiligte sich mit einem Hattrick am 4:2-Cupsieg gegen die Grasshoppers.
Danach wechselte er für die Saison 2006/07 zum FC Aarau in die Nationalliga A, wo er aber nur zu neun torlosen Einsätzen kam und nach einer Verletzung für die Rückrunde an Servette Genf verliehen wurde. Für die Saison 2007/08 kehrte der Winterthurer Publikumsliebling zum zweiten Mal auf Leihbasis zurück zu den Eulachstädtern, kam dort zu 25 Einsätzen und schoss sieben Tore. Danach wurde er von Aarau zurückgeholt und spielte drei Saisons lang im Aargau.
Zu Beginn der Saison 2011/12 wechselte Bengondo, nachdem ein Engagement im Iran am medizinischen Test gescheitert war, zum dritten Mal auf die Schützenwiese und avancierte dort zum Captain. Wiederum half er mit seinen Toren in der Saison 2011/12, die Young Boys sowie den FC St. Gallen aus dem Pokal zu werfen. Auch in der darauffolgenden Saison blieb er einer der wichtigsten Teamstützen und wurde im Frühling 2013 gemäss Landbote mit einer Schulnote von 5,5 dank vielen entscheidenden Toren und seiner «guten Arbeitsmoral» zum Spieler der Rückrunde gekürt. Winterthurer Mannschaftscaptain blieb Bengondo weitere Jahre bis zur Winterpause 2015/16, wobei er gegen Ende nur noch als Joker eingesetzt wurde. Nach seinem Abschiedsspiel am 27. Mai 2016 wurde der zum «Kultstürmer» avancierte Bengondo in einem Artikel des Winterthurer Landboten als «Denkmal» bezeichnet. Für Winterthur erzielte er von 2011 bis 2016 in fünf Jahren 50 Tore in 147 Spielen.
Nachdem er in Winterthur keinen Vertrag mehr erhalten hatte, wechselte er im Juni 2016 zum FC Le Mont-sur-Lausanne und blieb dort eine Saison lang bis zum Rückzug der 1. Mannschaft aus der Challenge League.

### Varia
Bengondo ist seit seiner Kindheit Fan des Vereins Canon de Yaoundé.

### U23-Nationalmannschaft
Er gewann 2003 als U23-Internationaler mit Kamerun die U-23-Afrikameisterschaft.